# レインボー・コンサート
『レインボー・コンサート』（Eric Clapton's Rainbow Concert）は、エリック・クラプトンが1973年に発表したライヴ・アルバムである。

## 解説
デレク・アンド・ザ・ドミノスの解散後、クラプトンは活動を中止して自宅に閉じこもり、ヘロイン中毒の治療を受けた。1971年8月1日にジョージ・ハリスンとラヴィ・シャンカルがニューヨークのマディソン・スクエア・ガーデンで開催した『バングラデシュ難民救済コンサート』にバンドのメンバーとして出演した以外には、公の場に姿を現わすことはなかった。
1972年、ピート・タウンゼント（ザ・フー）が彼の復帰を支援しようとコンサートを画策した。タウンゼントの呼びかけに応じて、スティーヴ・ウィンウッド（トラフィック）、リック・グレッチ、ロン・ウッド（フェイセズ）、ジム・キャパルディ（トラフィック）、ジミー・カーステイン（ジョー・コッカー）、リーバップ・クワク・バー（トラフィック）が集まった。
1973年1月13日の午後5時半と8時半の2回、クラプトンはロンドンのレインボー・シアターで開催された『レインボー・コンサート』にタウンゼントらをバックに出演した。

## 収録曲
邦題は日本盤の記載に準拠。

### CD
| #         | タイトル                                              | 作詞・作曲                    | 原曲                                                                                            | 時間  |
| --------- | ----------------------------------------------------- | ----------------------------- | ----------------------------------------------------------------------------------------------- | ----- |
| 1.        | 「バッヂ Badge」                                      | Eric Clapton, George Harrison | クリーム、アルバム『グッバイ・クリーム』（1968年）                                              | 3:29  |
| 2.        | 「ロール・イット・オーヴァー Roll It Over」           | Clapton, Bobby Whitlock       | デレク・アンド・ザ・ドミノス、シングル『テル・ザ・トゥルース』（1970年）B面                     | 6:53  |
| 3.        | 「プレゼンス・オブ・ザ・ロード Presence Of The Lord」 | Clapton                       | ブラインド・フェイス、アルバム『スーパー・ジャイアンツ』（1969年）                              | 5:37  |
| 4.        | 「パーリィ・クイーン Pearly Queen」                   | Jim Capaldi, Steve Winwood    | トラフィック、アルバム『トラフィック』（1968年｝                                                | 6:58  |
| 5.        | 「アフター・ミッドナイト After Midnight」             | J. J. Cale                    | アルバム『エリック・クラプトン・ソロ』（1970年）                                                | 5:11  |
| 6.        | 「リトル・ウィング Little Wing」                      | Jimi Hendrix                  | ザ・ジミ・ヘンドリックス・エクスペリエンス、アルバム『アクシス:ボールド・アズ・ラヴ』（1967年） | 6:32  |
| 合計時間: | 合計時間:                                             | 合計時間:                     | 合計時間:                                                                                       | 34:40 |

### リマスター盤（1995年）
1995年、全15曲を収録したリマスター盤が発表された。

### オリジナルLP
| #         | タイトル                                              | 作詞・作曲                    | 原曲                                                                        | 時間  |
| --------- | ----------------------------------------------------- | ----------------------------- | --------------------------------------------------------------------------- | ----- |
| 1.        | 「バッヂ Badge」                                      | Eric Clapton, George Harrison | クリーム、アルバム『グッバイ・クリーム』（1968年）                          | 3:29  |
| 2.        | 「ロール・イット・オーヴァー Roll It Over」           | Clapton, Bobby Whitlock       | デレク・アンド・ザ・ドミノス、シングル『テル・ザ・トゥルース』（1970年）B面 | 6:53  |
| 3.        | 「プレゼンス・オブ・ザ・ロード Presence Of The Lord」 | Clapton                       | ブラインド・フェイス、アルバム『スーパー・ジャイアンツ』（1969年）          | 5:37  |
| 合計時間: | 合計時間:                                             | 合計時間:                     | 合計時間:                                                                   | 15:59 |

| #         | タイトル                                  | 作詞・作曲                 | 原曲                                                                                            | 時間  |
| --------- | ----------------------------------------- | -------------------------- | ----------------------------------------------------------------------------------------------- | ----- |
| 1.        | 「パーリィ・クイーン Pearly Queen」       | Jim Capaldi, Steve Winwood | トラフィック、アルバム『トラフィック』（1968年｝                                                | 6:58  |
| 2.        | 「アフター・ミッドナイト After Midnight」 | J. J. Cale                 | アルバム『エリック・クラプトン・ソロ』（1970年）                                                | 5:11  |
| 3.        | 「リトル・ウィング Little Wing」          | Jimi Hendrix               | ザ・ジミ・ヘンドリックス・エクスペリエンス、アルバム『アクシス:ボールド・アズ・ラヴ』（1967年） | 6:32  |
| 合計時間: | 合計時間:                                 | 合計時間:                  | 合計時間:                                                                                       | 18:41 |

## 参加ミュージシャン
- エリック・クラプトン　Eric Clapton – ギター、ヴォーカル
- ピート・タウンゼント　Pete Townshend – ギター、ヴォーカル
- ロン・ウッド　Ron Wood – ギター、ヴォーカル
- リック・グレッチ　Ric Grech – ベース
- スティーヴ・ウィンウッド　Steve Winwood – キーボード、ヴォーカル
- ジム・キャパルディ　Jim Capaldi – ドラムス
- ジミー・カーステイン　Jimmy Karstein – ドラムス
- リーバップ・クワク・バー　Rebop Kwaku Baah – パーカッション